# サルデーニャ電波望遠鏡
サルデーニャ電波望遠鏡（Sardinia Radio Telescope）は、イタリア、サルデーニャ島のカリャリに建設された口径64mの電波望遠鏡である。イタリア国立天体物理学研究所（INAF）が管轄する3つの研究機関（アルチェトリ天文台、ボローニャ電波天文学研究所、カリャリ天文台）が共同で運用している。建設は2006年に開始され2011年に完了、2012年から観測が行われている。総建設費は6000万ユーロであった。
技術的概要は以下のとおりである。
- 主鏡直径：64m、副鏡直径：7.9m
- グレゴリー式望遠鏡
- 1,116本のアクチュエーターによる能動主鏡面
- 観測周波数帯：0.3～115 GHz
- 主焦点、グレゴリー焦点、ビームウェーブガイドの3焦点を持つ。

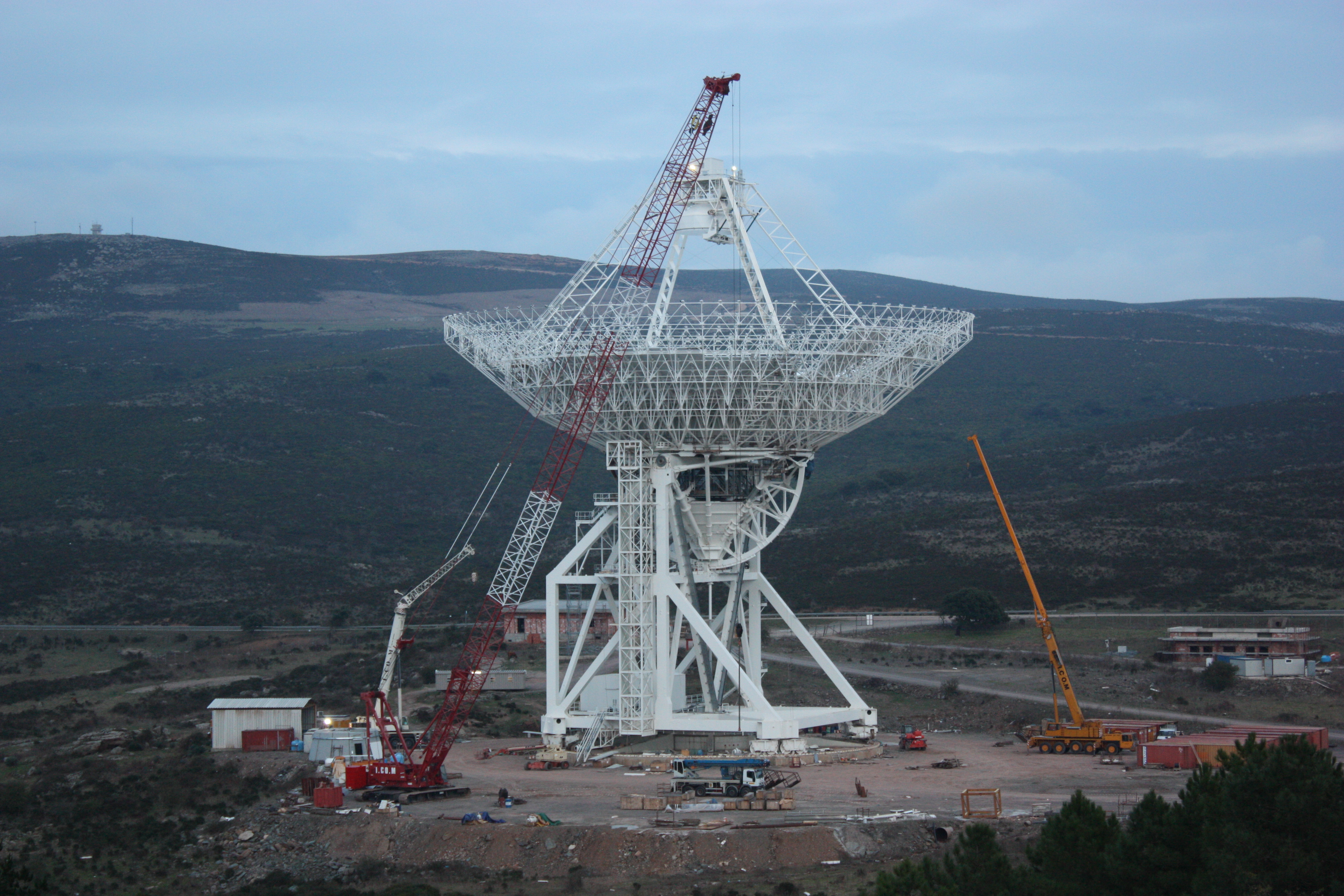
建設中の電波望遠鏡（2010年撮影）

- 主鏡面精度：約150 μm RMS
- 最高アンテナ能率：約60 %
- 指向性能：2-5 秒角 RMS